# Ivaldi
En la mitología escandinava Ivaldi es el nombre de uno de los gigantes de la escarcha. Ivaldi tuvo dos tandas de hijos, por lo cual cabe sospechar que tuvieron madres diferentes. Idun era la más joven de la primera serie de hijos, era de la raza de los elfos y era hermana o media hermana de los llamados hijos de Ivaldi, famosos artesanos que realizaron trabajos para los dioses, mitad gigantes y mitad elfos o enanos.
El gigante Þjazi es otro de los hijos de Ivaldi.
Existen dos formas paralelas para el nombre de Ivaldi: Ölvaldi y Allvaldi.
Según Skáldskaparmál Ölvaldi tenía tres hijos Þjazi, Idi, y Gang. En Hárbarðsljóð se menciona que el padre del gigante de cuyos ojos Thor hizo estrellas se llama Allvaldi. Estas podrían ser variantes del nombre Ivaldi.